# Skipanes
Skipanes is een dorp dat behoort tot de gemeente Runavíkar kommuna in het oosten van het eiland Eysturoy op de Faeröer. Skipanes heeft 59 inwoners. De postcode is FO-665. Skipanes werd gesticht in het jaar 1841. Het is de woonplaats van Terji Skibenæs, de gitarist van de Faeröerse Vikingmetalgroep Týr.